# Tatu (Kalifornia)
Tatu – obszar niemunicypalny w Mendocino County, w Kalifornii (Stany Zjednoczone), na wysokości 296 m. Znajduje się 6,4 km na południe od Dos Rios.